# 洛尔姆 (涅夫勒省)
洛尔姆（法語：Lormes，法語發音：[lɔʁm]），法国中东部市镇，位于勃艮第-弗朗什-孔泰大区涅夫勒省，隶属于希农堡（城）区，其市镇面积为51.71平方公里，2022年1月1日时人口数量为1,259人，在法国城市中排名第8,121位。
洛尔姆位于涅夫勒省东北部，莫尔旺山西部腹地，欧苏瓦河发源与此，是一个区域性的中心集镇，多条公路在此交汇。

## 地名来源
根据当地官方网站的论述，“Lormes”最初以“Lorma”的形式被记载，该名称可能出自拉丁语单词“ulmus”，意为“榆树”，对应的现代法语单词“orme”。法国大革命期间，洛尔姆被更名为Lormes-la-Montagne。19世纪初，洛尔姆曾一度使用“L'Orme”作为官方名称拼写。

## 历史

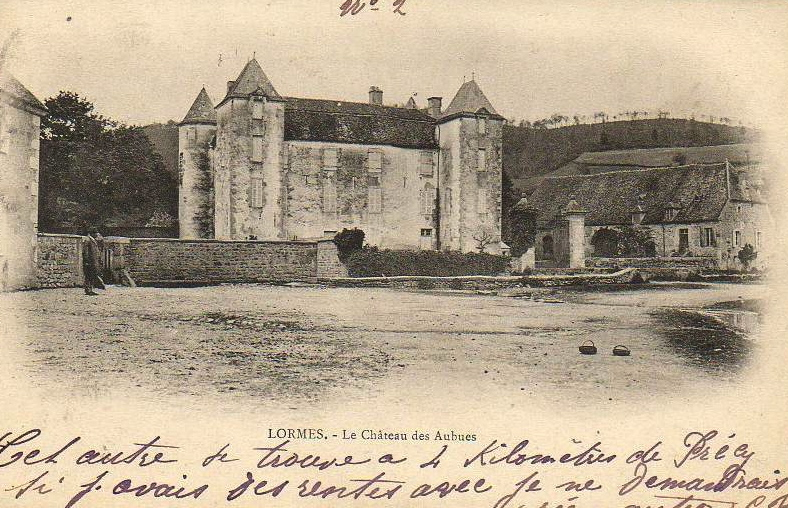
19世纪末的一处城堡

洛尔姆的早期历史尚不清楚。根据当地官方网站的论述，古典时期一条连接欧坦和奥尔良之间的罗马道路可能由此通过。1085年，洛尔姆首次在一份文献中出现，Seguinus ab Ulmo是当地最初的有记载的领主。在路易六世的请求下，欧坦主教于公元12世纪初在此兴建洛尔姆教堂。1223年，洛尔姆获得自由贸易宪章，当地开始兴建防御城墙。英法百年战争期间，洛尔姆曾被阿马尼亚克军队攻占。宗教战争期间，克拉姆西领主率新教徒军在1591年复活节进攻洛尔姆，彼时当地男性天主教徒正在参加科尔比尼的活动，洛尔姆妇女自发顽强抵抗和反击，最终洛尔姆未被攻占，为纪念此壮举，洛尔姆每年复活节都会举办纪念活动。法国大革命后，洛尔姆成为涅夫勒省的一个市镇。1811年，洛尔姆城堡在一场火灾中坍塌。1901年，途径洛尔姆的科尔比尼－索略铁路建成通车，后于1939年废弃。
在行政区划方面，洛尔姆在1801至2015年间为洛尔姆县的县治。

## 地理

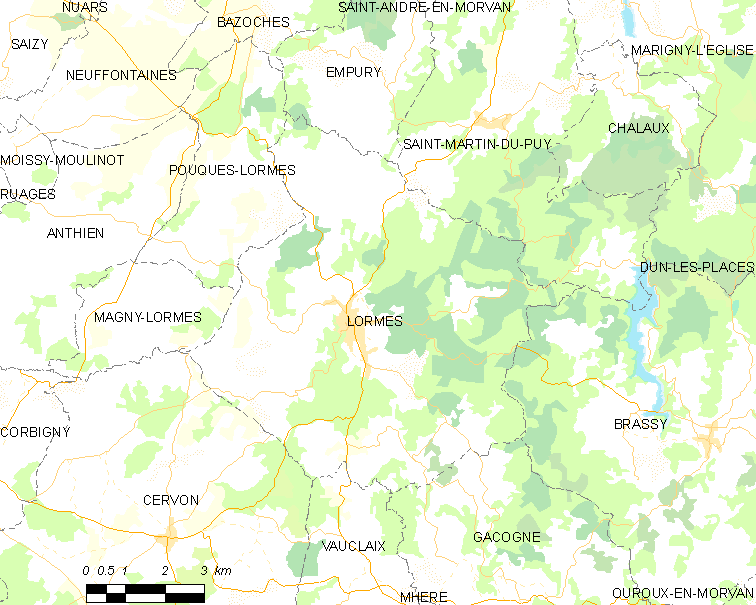
洛尔姆市镇范围地图

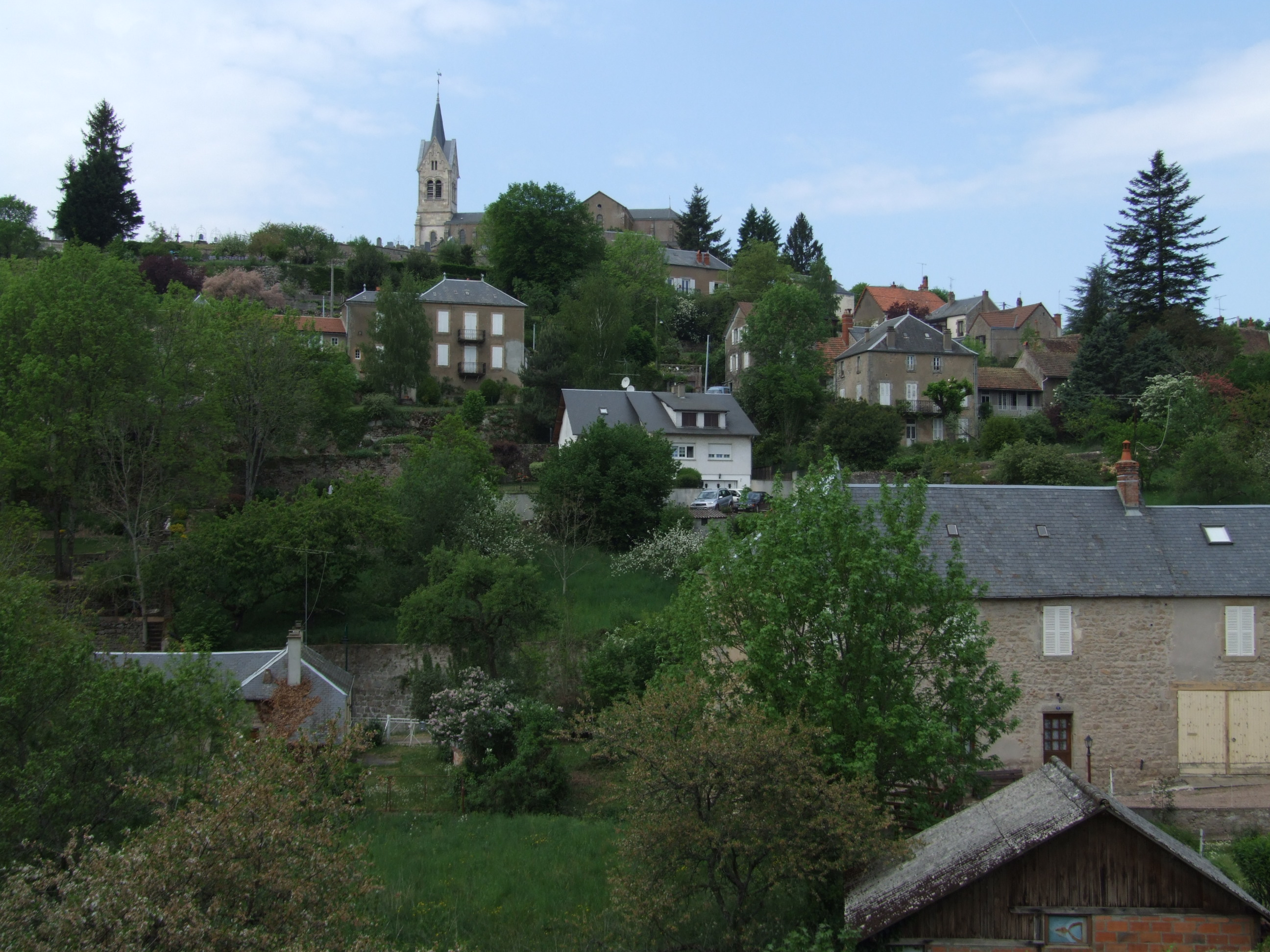
远眺洛尔姆市区

洛尔姆位于法国中东部，勃艮第-弗朗什-孔泰大区西部和涅夫勒省东北部，距离省会讷韦尔大约73公里。与洛尔姆接壤的市镇包括：昂皮里、马尼洛尔姆、普克洛尔姆、圣马丁迪皮、塞尔翁、加科涅、布拉西和沃克莱。

### 地形
洛尔姆位于莫尔旺山西部，境内以丘陵和山地为主，市镇中心位于一处谷地内，部分街区地势起伏明显，较为平坦，全境海拔在202到626米之间。

### 水文
洛尔姆位于塞纳河流域范围内，其二级支流欧苏瓦河发源于洛尔姆市区北部的圣马丁十字架街区，市区南部则有勒古洛塘（Étang du Goulot）。

### 植被
洛尔姆属于温带阔叶混交林区，林地广泛分布于市镇范围内的山岭地带，市区东南西北分别被莱布罗斯树林（Bois des Brosses）、莱图尔树林（Bois des Tours）、纳尔沃树林（Bois de Narvau）和勒代方树林（Bois du Défend）。
在鲜花城市的评比中，洛尔姆暂未被评级。

### 气候
洛尔姆在柯本气候分类法中属于带有大陆性特征的温带海洋性气候（Cfb）。

## 行政区划
洛尔姆的市镇编号为58145，邮政编号为58140。
在行政管理方面，洛尔姆隶属于法国勃艮第-弗朗什-孔泰大区涅夫勒省希农堡（城）区；在地方选举方面，洛尔姆隶属于科尔比尼县，其市镇范围全境被划入涅夫勒省第二选区；在社会管理方面，洛尔姆是莫尔旺山岭和大湖市镇公共社区的组成部分。
截至2024年1月，洛尔姆市镇范围内暂无任何城市敏感街区及城市政策优先街区。
法国国家统计与经济研究所（简称）在进行数据统计时，未将洛尔姆划入任何城市核心区（Unité urbaine）、城市区（Aire urbaine）及城市辐射区（Aire d'attraction）内。此外，还将洛尔姆市镇整体看作一个“块区”（IRIS），以便于统计人口分布情况。

## 交通

### 公路
涅夫勒省省道D6线、D17线、D42线、D141线、D150线、D170线、D944线和D945线在洛尔姆境内交汇。勃艮第-弗朗什-孔泰大区定制巴士570线经停洛尔姆，每周四开行。
2020年，48.1%的洛尔姆家庭拥有至少一辆私人汽车。2021年，洛尔姆境内共发生各类交通事故3起，造成3人受伤。
| 22 | 36 |

| 讷韦尔 | 72 |

| 科尔比尼 | 15 |

| 阿瓦隆 | 30 |

| 索略 | 40 |

| 希农堡 | 33 |

| 沙蒂永昂巴祖瓦 | 35 |

### 铁路

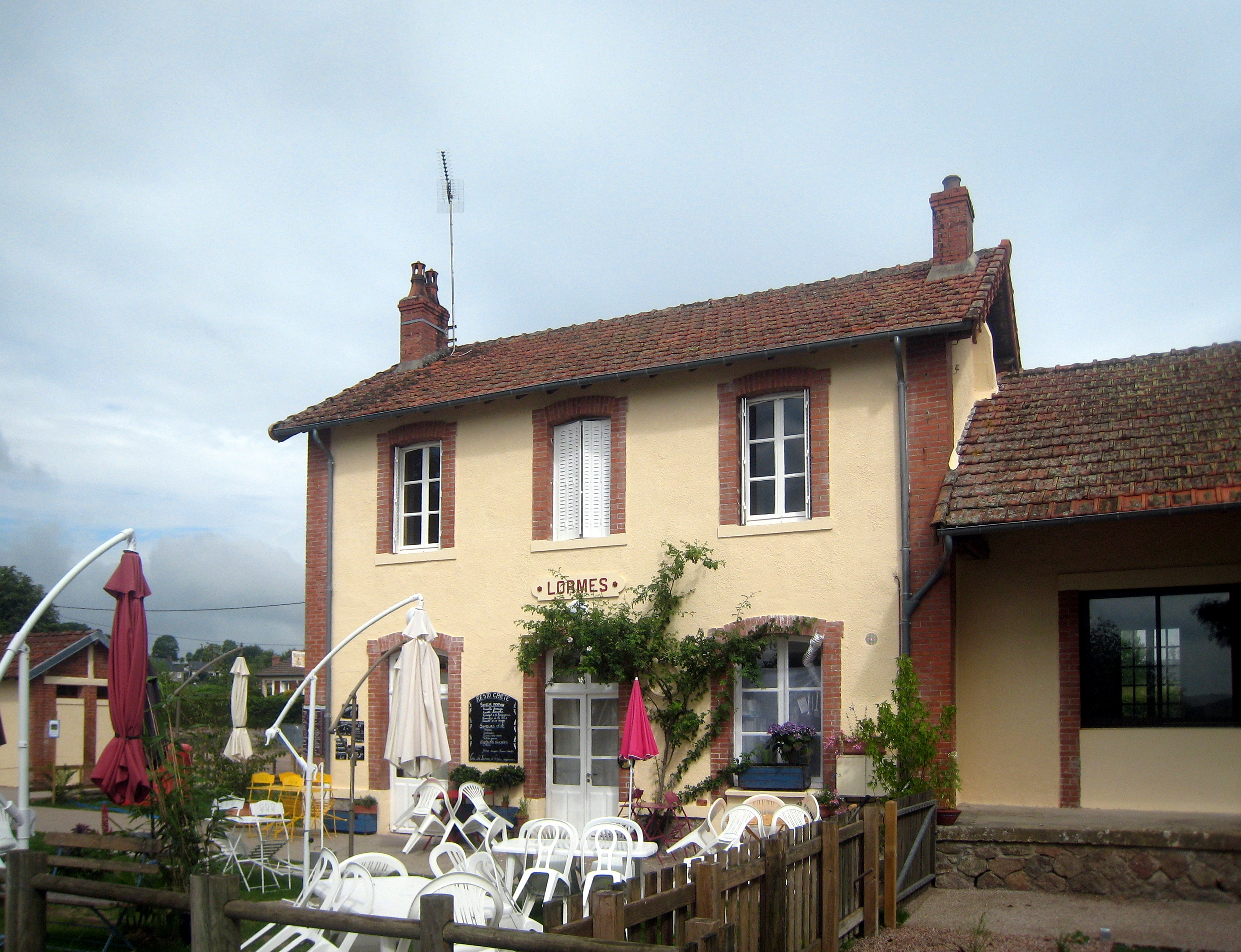
洛尔姆火车站旧址

洛尔姆位于科尔比尼－索略铁路上，该铁路已废弃，原有的洛尔姆火车站被另作他用。
距离洛尔姆最近的运营中的客运铁路车站为14公里外的科尔比尼站，该站开行前往拉罗什方向的区域列车，部分班次可直达巴黎。

### 航空
洛尔姆距离多勒机场的公路里程大约168公里。

### 城市公共交通
截至2024年1月，洛尔姆暂无城市公共交通系统。

## 政治

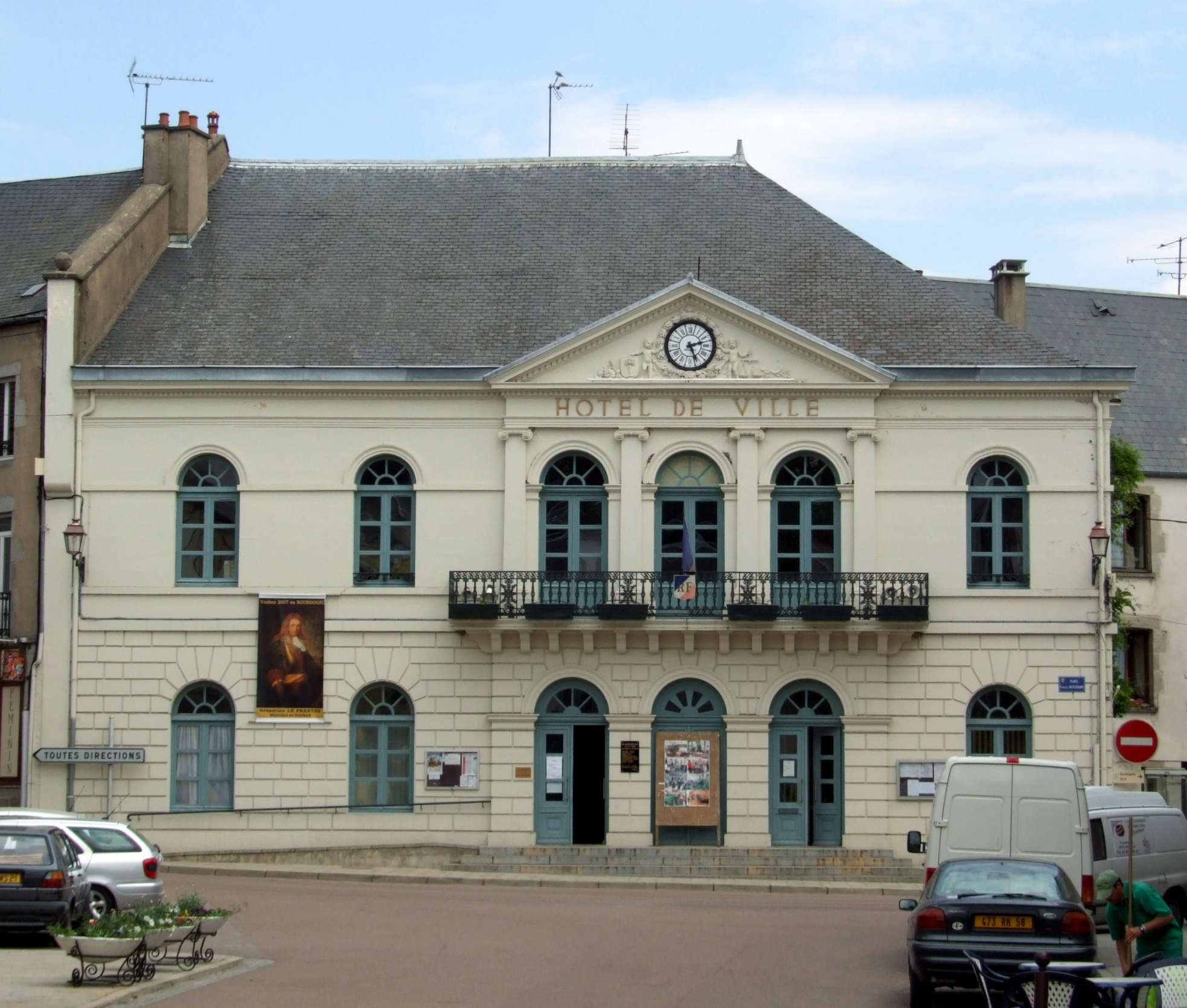
洛尔姆市政厅

洛尔姆的现任市长为克里斯蒂安·保罗先生，他是社会党的一名成员，自2021年起担任市长职务；其前任法比安·巴赞先生（Fabien BAZIN）亦是社会党的一名成员，他在2020年的市政选举中获得了100.00%的支持率（无其他候选人）。
在2022年的法国总统大选的第二轮选举中，法国第25任总统埃马纽埃尔·马克龙在洛尔姆获得了54.14%的支持率。

## 人口
2020年，洛尔姆市镇人口数量为1,267，在法国排名第8,121位。其中男性612人，女性655人，75岁及以上人口占17.1%，外籍人口数量为52人，人口密度为25人/平方公里，当地居民被称为（男性）或（女性）。2022年，洛尔姆境内出生3人，死亡人口41人。
| 洛尔姆1901年－2021年人口变化情况 |
|                                  |
| 数据来源：Cassini、INSEE         |

## 经济
截至2024年1月，洛尔姆市镇范围内共有各类用人单位（包含自雇）256家，比上一年同期新增8家，平均历史为21年，均为中小型企业（PME），2023年11月至2024年1月间，当地的经济活力指数为1.05%。 

## 财政与居民收入
2021年，洛尔姆的财政收入总额为1,223,840欧元，财政支出总额为1,049,280欧元，当年的债务总额为1,090,040欧元。2021年，洛尔姆市镇通过增值税获得8,840欧元的收入，此外当地还共获得了109,280欧元的国家直接财政补助。
| 洛尔姆居民收入情况                               | 洛尔姆居民收入情况 | 洛尔姆居民收入情况    | 洛尔姆居民收入情况 |
| 内容                                             | 洛尔姆             | 法国                  | 统计年份           |
| ------------------------------------------------ | ------------------ | --------------------- | ------------------ |
| 征税家庭总数                                     | 584                | 1,081（法国市镇平均） | 2022年             |
| 居民平均月收入                                   | 1,875欧元          | 2,435欧元             | 2022年             |
| 高级职员人均月收入                               | 暂缺               | 4,331欧元             | 2021年             |
| 中级职员人均月收入                               | 暂缺               | 2,470欧元             | 2021年             |
| 普通职员人均月收入                               | 暂缺               | 1,801欧元             | 2021年             |
| 贫困率                                           | 暂缺               | 14.5%                 | 2020年             |
| 青壮年（15至64岁）失业率                         | 8.7%               | 7.4%                  | 2020年             |
| 征税家庭数量占比                                 | 37.1%              | 45.5%                 | 2020年             |
| 家庭年均纳税                                     | 2,715欧元          | 4,393欧元             | 2022年             |
| 资料来源：INSEE、L'Internaute、Le Journal du Net |                    |                       |                    |

## 社会事务

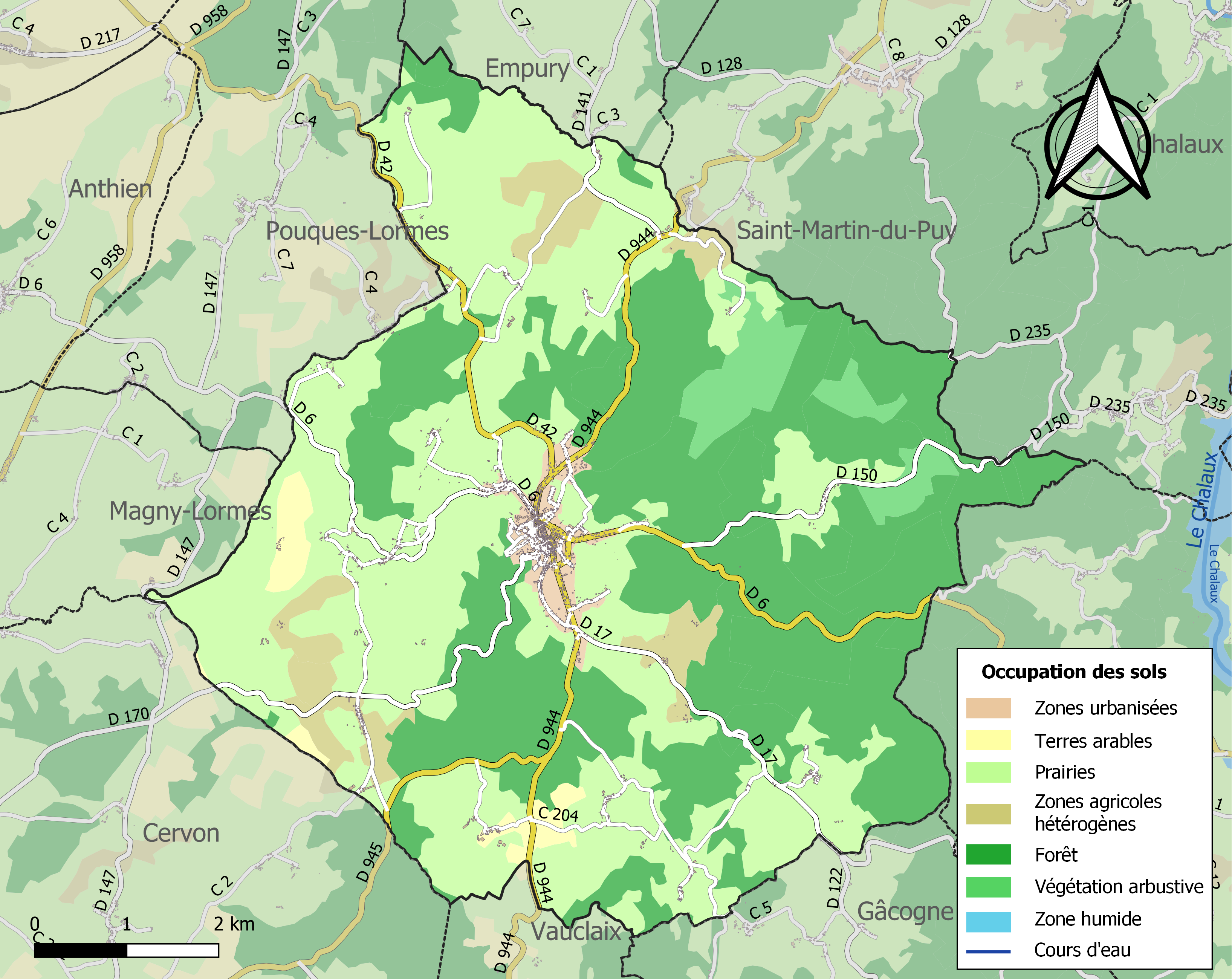
洛尔姆土地利用情况地图

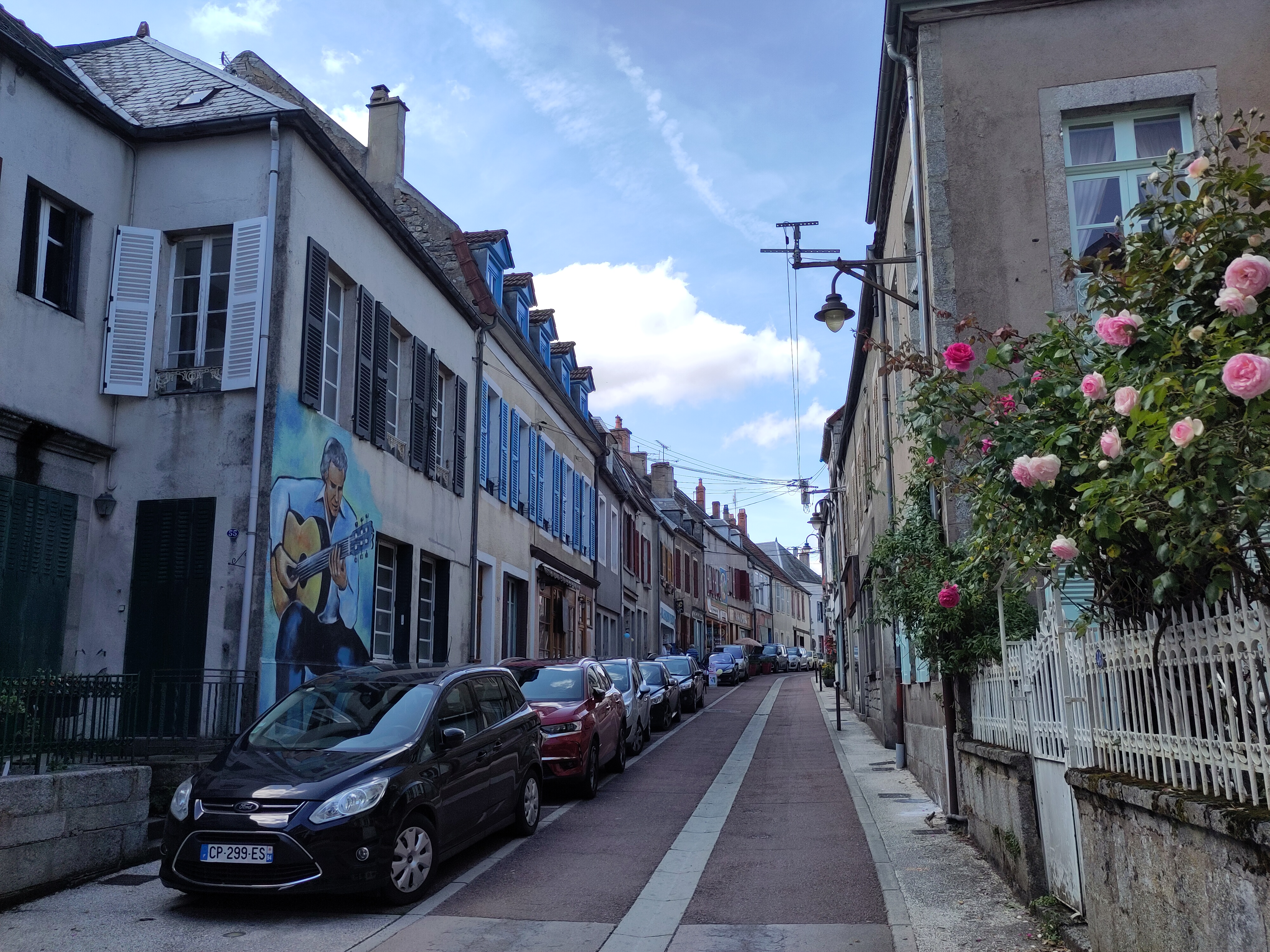
洛尔姆镇中心的保罗·巴罗街

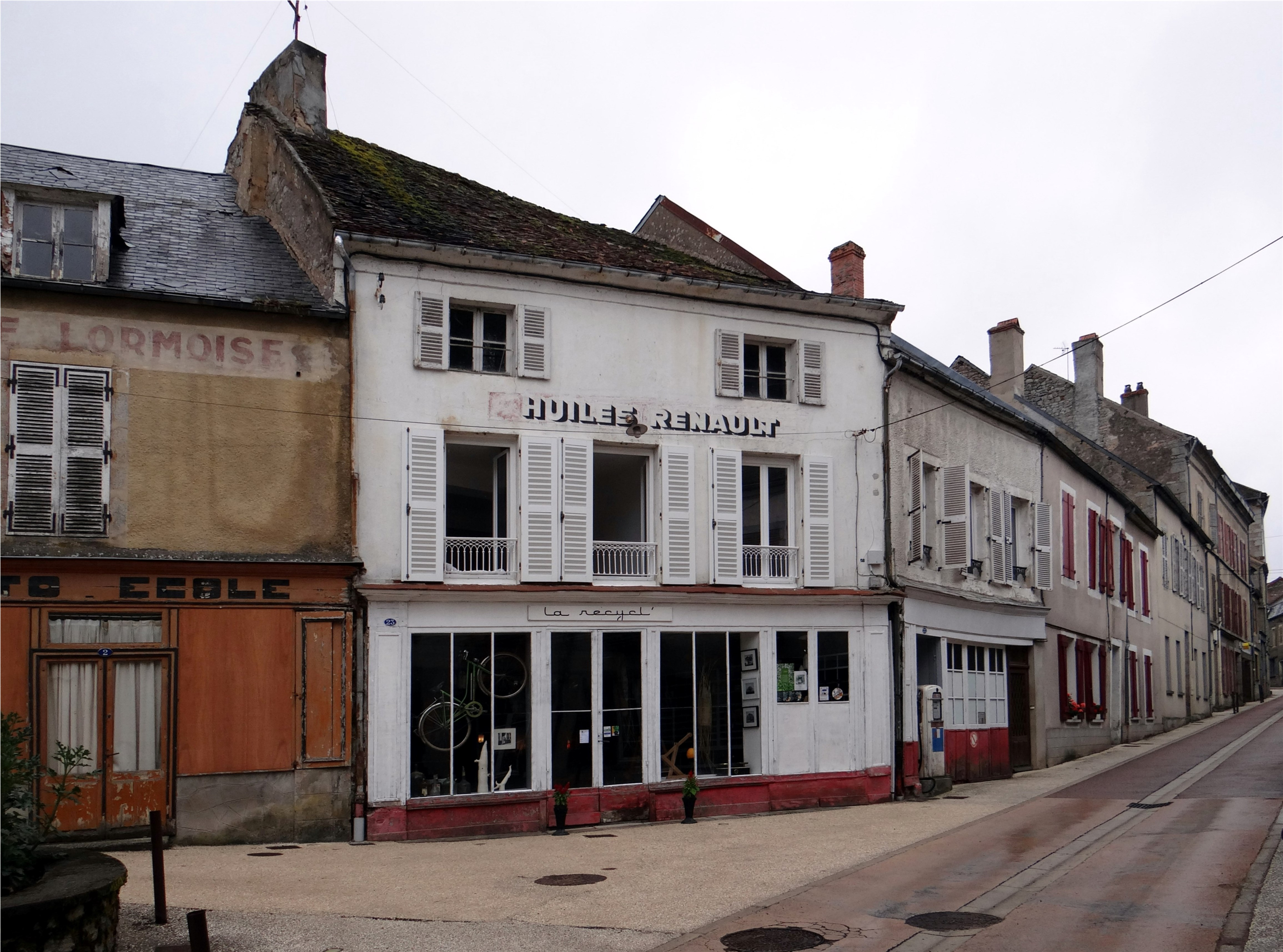
传统民居

### 教育
洛尔姆属于第戎学区。截至2021年1月1日，洛尔姆境内共有1所幼儿园、1所小学和1所初级中学。2021至2022学年度，洛尔姆境内共有在校中等教育阶段学生99名。

### 医疗
截至2021年1月1日，洛尔姆境内共有全科医生3名、保健师2名、牙医3名和护士5名。境内共有药房1家、养老院1家、残疾人帮扶中心1家。
洛尔姆中心医院，其全名为“洛尔姆中心医院”（Centre Hospitalier des Cygnes de Lormes），是法国的一个区域性医疗机构，其下属一家上门医疗服务协会、一个老年人疗养院和一个康复中心。
距离洛尔姆最近的综合性医院为阿瓦隆中心医院（Centre Hospitalier d'Avallon），其主病区位于阿瓦隆，距离洛尔姆市区的正常车程大约32分钟，该院设有床位140个。

### 住房
2020年，洛尔姆境内共有各类住房1,069套，其中85.2%为独立式住宅，13.3%为集中式住宅。常住房屋占洛尔姆市镇范围内居民建筑总量的57.0%。
在住房保障政策方面，2022年，洛尔姆境内共有100户家庭获得了住房经济补助，受益人数占总人口数量的8.4%，其中97份为房租补助。

### 商业
2021年，洛尔姆境内共有各类实体商铺39家，其中餐厅7家、大型超市1家、杂货店1家、面包房1家、肉铺3家、书店1家、美容美发店2家、汽车维修店3家。洛尔姆镇中心南部建有一家bi1便民超市。

### 体育
2021年，洛尔姆境内共有1间体育馆、1座综合体育场、2处网球场以及1处足球或橄榄球场。
截至2024年1月，洛尔姆体育会（Union Sportive Lormoise，编号581853）是洛尔姆境内唯一的一家注册足球俱乐部，其主队2023至2024赛季参加涅夫勒省足球联赛丙组（法国第十一级别），其主场为拉克鲁瓦球场（Stade Lacroix）。

### 环境
洛尔姆的环境事务由其所属的莫尔旺山岭和大湖市镇公共社区联合各级政府协调负责。2021年，洛尔姆境内暂无污染企业。

### 治安
2021年，洛尔姆市镇范围内共有1处宪兵队。
洛尔姆及其附近的共121个市镇是希农堡（城）国家宪兵队（zone gendarmerie de Château-Chinon-Ville）的管辖范围。2020年，该宪兵队累计记录各类案件1,053起，其中盗窃类案件468起，经济类案件212起，毒品交易类案件102起。

## 文化

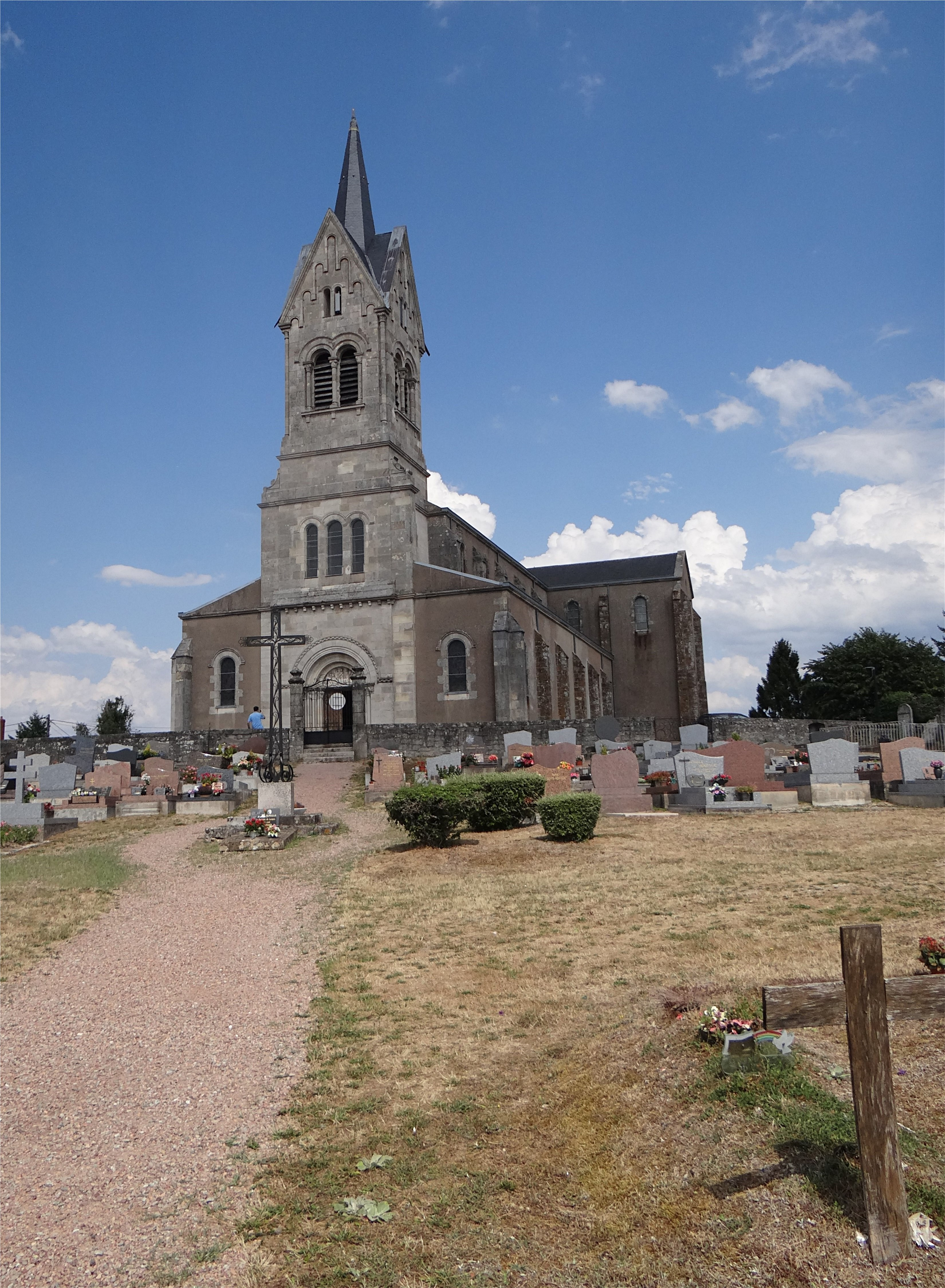
洛尔姆圣阿尔邦教堂

2021年，洛尔姆境内暂无任何文化设施。洛尔姆境内建有图书馆，每周二至六向公众开放。

### 建筑
洛尔姆境内有多处历史建筑，其中圣阿尔邦教堂为法国国家文物保护单位。

### 旅游
洛尔姆的旅游事务由其所属的莫尔旺山岭和大湖市镇公共社区联合各级政府协调负责。2023年，洛尔姆境内共有1家酒店共计17间房间；另有1个露营地，可容纳共71辆露营车。

### 媒体
法国主要的媒体均可在洛尔姆接收，法国电视三台下属的勃艮第-弗朗什-孔泰大区频道在部分时段播出洛尔姆所在涅夫勒省的地方新闻。一号广播、震动广播、《中部日报》等是当地主要的地方性媒体。

## 相关人物
法国政治家达尼埃尔·瓦扬出生于洛尔姆。

## 友好城市
截至2024年1月，洛尔姆共与一座城市建立了友好城市关系：
- 德国 乌尔门